# Queila
Queila foi uma cidade fortificada de Judá na Sefelá, citada na Bíblia.

## História
Queila foi fundada, e governada por alguns calebitas. É comumente identificada como Khirbet Qila (Qeila), situada numa montanha cerca de 14 km ao Norte de Hébron. Assim como na região da antiga Queila, cultivam-se hoje cereais nos arredores de Khirbet Qila.
Davi, enquanto estava foragido do Rei Saul, livrou Queila de ser tomada pelos filisteus. Contudo, depois ele e seus homens tiveram de fugir da cidade para evitar serem entregues ao exército de Saul pelo povo de Queila.
A cidade foi reocupada após o exílio babilônico. Por ocasião dos reparos nas muralhas de Jerusalém sob a direção de Neemias, o distrito de Queila estava dividido em duas partes, cada uma com seu próprio “príncipe”.